# Флаг Любушского воеводства
Флаг Любушского воеводства (пол. Flaga województwa lubuskiego) — один из символов Любушского воеводства Польши. Флаг был утверждён 26 июня 2000 года Постановлением Сеймика Любушского воеводства № XVIII/114/2000.

## Описание
Флаг представляет собой прямоугольное полотнище с соотношением высоты к ширине, равным 5:8, которое поделено на четыре разновеликие горизонтальные полосы, окрашенные в цвета воеводства. Верхняя полоса, высота которой составляет, 1/3 высоты флага, имеет жёлтый цвет, нижняя полоса той же высоты — зелёный. Средняя полоса разделена ещё на две части, верхняя из которых имеет белый цвет, а нижняя — красный.
В соответствии с Постановлением Сеймика Любушского воеводства № 177/1245/09 от 28 апреля 2009 года на гербе и флаге региона следует использовать следующие цвета:
| Цвет    | Цветовая модель     | Цветовая модель   | Цветовая модель  | Цветовая модель |
| Цвет    | RGB                 | CMYK              | Pantone          | RAL             |
| ------- | ------------------- | ----------------- | ---------------- | --------------- |
| жёлтый  | R:0 G:255 B:245     | C:0 M:0 Y:100 K:0 | Process Yellow C | 1026            |
| белый   | R:255 G:255 B:255   | C:0 M:0 Y:0 K:0   | Trans. White C   | 9003            |
| красный | C:0 M:100 Y:100 K:0 | R:218 G:37 B:29   | 485 C            | 3020            |
| зелёный | C:100 M:0 Y:100 K:0 | R:0 G:146 B:63    | 362 C            | 8023            |
| чёрный  | C:0 M:0 Y:0 K:100   | R:0 G:0 B:0       | Process Black C  | 9005            |

## Варианты
Помимо традиционной существует также торжественная версия флага. Она представляет собой традиционный флаг, в центре которого расположен герб Любушского воеводства.

Торжественная версия флага Любушского воеводства